# Schönenbuch
Schönenbuch est une commune suisse du canton de Bâle-Campagne, située dans le district d'Arlesheim.